# Richmond Park
Richmond Park – największy spośród królewskich parków w Londynie, leżący w dzielnicy Richmond upon Thames. Zajmuje 955 hektarów (2360 akrów). Jest największym ogrodzonym parkiem miejskim w Europie.
Richmond Park jest Specjalnym Obszarem Ochrony Siedlisk (Special Areas of Conservation - SAC) chroniącym chrząszcza jelonka rogacza. Ponadto żyją w nim liczne inne zwierzęta, w tym jelenie i daniele. Można tam napotkać 144 gatunki ptaków, w tym żyjące na wolności aleksandretty obrożne.

## Historia
Za panowania Edwarda I okolicę zwano Manor of Sheen. Nazwę zmieniono na Richmond za panowania Henryka VII. W 1625 Karol I przeniósł dwór do Pałacu Richmond chroniąc się przed zarazą panującą w Londynie, i stworzył park dla jeleni i danieli. W 1637 zdecydował o ogrodzeniu parku. 
W 1847 w Pembroke Lodge zamieszkał ówczesny premier, John Russell. Dzieciństwo spędził tam też jego wnuk, Bertrand Russell.